# 服部武雄
服部 武雄（はっとり たけお、天保3年12月22日〈1833年1月12日〉 - 慶応3年11月18日〈1867年12月13日〉）は、新選組隊士・御陵衛士。通称は三郎兵衛。諱は良章。

## 来歴
播磨赤穂藩に生まれる。「殉難録稿」他には奸臣を斬って出奔した旨が記されているが、可能性は皆無といえる。
新選組に加盟し、元治元年10月の編成では尾形俊太郎の五番組に属す。慶応元年の春、諸士調役兼監察・撃剣師範。慶応元年11月、近藤勇の長州出張に随行する。慶応2年9月、三条制札事件では、目付役として活躍する。慶応3年3月、伊東甲子太郎らと離脱して御陵衛士を結成する。同年11月18日、油小路事件で落命。享年36。
なお、坂本龍馬が殺された時、服部武雄は次の弔歌を捧げている。
「坂本立馬主横死の由を聞きて 尋ぬべき人もあらしのはげしくて 散る花のみぞおどろかねぬる」(『近世殉国一人一首伝』)

## 備考
- 大柄で剛力、二刀流の達人でもあり、組中一二を争う剣術、柔術、槍術の相当の使い手として名を馳せる。
- 油小路事件では、暗殺された伊東の屍骸を引き取りの際、鎖帷子を着込む武装を主張したが受け入れられず、黙ってただ一人密かに鎖帷子を着ていた。鈴木三樹三郎や加納鷲雄、富山弥兵衛、篠原泰之進らが逃走した際、服部は塀を背にして多勢の新選組を相手に最期まで孤軍奮闘している。御陵衛士の研究家である市居浩一は、「逃走が困難になる鎖帷子を着た服部は、いざという時は同志を逃がすために最後まで敵を引きつけ、討死する覚悟をしていたのであろう」と指摘している。
- 「就中服部氏の死状は最も物美事（もののみごと）である。‥‥手に両刀を握ったままで敵に向かって大の字なりになって斃れて居られた。‥‥其頭額前後左右より肩並びに左右腕腹共に満身二十余創流血淋漓死して後の顔色尚お活けるが如し」（事件後の現場を目撃した桑名藩士・小山正武の証言）

## 登場作品
- 映画
  - 新選組血風録 近藤勇（1963年、東映）- 演：遠山金次郎

- テレビドラマ
  - 燃えよ剣（1970年、テレビ朝日）- 演：芦田鉄雄
  - 新選組始末記（1977年、TBS） - 演：上田耕一
  - 燃えよ剣（1990年、テレビ東京）- 演：桑名良輔
  - 新選組血風録（1998年、テレビ朝日）- 演：谷口高史
  - 壬生義士伝（2002年、テレビ東京）- 演：阿藤快
  - 新選組!（2004年、NHK）- 演：梶浦昭生[4]

- Vシネマ
  - 実録 新選組（2006年）- 演：山口粧太

- 漫画
  - るろうに剣心北海道編
  - ちるらん新選組鎮魂歌
  - ABURA（2022年8月-、マンガワン）

- ゲーム
  - 英傑大戦（2022年）- 声：東地宏樹
  - Fate/Grand Order（2023年） - 声：山野井仁